# Осадчий, Тихон Иванович
Тихон Иванович Осадчий (30 июня 1866 — 24 декабря 1945) — советский и украинский общественный деятель, экономист, теоретик кооперативного движения, деятель земства, член УЦР. Основатель новаторской Тиницкой сельскохозяйственной школы для казачьей молодёжи. Организовывал акционерные, кооперативные и производственные общества в сёлах Конотопщины, готовил высококвалифицированные культурные кадры для индивидуального и кооперативного производства.

## Биография

### Царские времена
Осадчий происходил из семьи бывших крепостных, освобождённых правобережными шляхтичами Энгельгардтами. В 1890—1897 годах работал статистиком сначала Херсонского, а затем Симбирского земства. 
В 1897—1904 годах — секретарь Киевского общества сельского хозяйства. В 1904—1917 годах преподавал в Черниговской губернии.
Был женат на молдаванке Марии Михайлуце, а вторым браком — на дочери историка Александра Лазаревского — Анне Александровне, у пары родился сын Андрей (1905—1996). С 1906 года Осадчий проживал в Гирявке, Конотопский уезд — родовом поместье Лазаревских.
Осадчий был председателем правления местного кредитного товарищества, членом киевской «Просвиты», активно переписывался с поэтом Борисом Гринченко. За книгу «Борцы за землю и правду» несколько месяцев находился в тюрьме (1908—1909).
С 1915 года — председатель правления Союза кредитных и ссудо-сберегательных обществ.

### Времена УНР и приход коммунистов
В 1917 году Осадчий стал членом Украинской Центральной Рады. С июня 1917 года — член Временного комитета Селянской спилки. В мае-июне 1917 года на первом Всеукраинском крестьянском съезде избран в состав Центрального комитета и товарищем (заместителем) председателя Украинской селянской спилки.
В 1918 году Осадчий стал одним из организаторов Центрального Украинского Сельскохозяйственного Кооперативного Союза в Киеве.
После того, как территорию УНР снова заняли большевики (лето 1919 года), Осадчий жил в Конотопском уезде, опасаясь репрессий. В 1921 году хлопотал о сохранении поместья Кочубеев в селе Тиница (вблизи Бахмача), которому угрожали мародёры. Добился в Конотопском уездном отделе народного образования разрешения на открытие Тиницкой сельскохозяйственной школы, в которой стал первым директором. Организовал общежитие, столовую, библиотеку и опытное хозяйство. Привлёк на обучение в трёх отделениях школы сотни детей из 30-километровой окрестности — с Рубанки, Григоровки, Куреня, Дмитровки, Гайворона и Голенки. Позже Тиницкая профессиональная школа была преобразована в ПТУ, которое просуществовало до времён независимости Украины.
После 1926 года у Осадчего уже не было поддержки большевика Петровского, поэтому его отстранили от руководства школой в Тинице. До и после голода 1932—1933 годов он преподавал в школах Конотопа и Гирявки. В 1941 году он застал открытие церкви в Гирявке после отступления советских войск. Умер уже после освобождения Украины — пожилой учёный доживал последние дни жизни в крайней бедности, он одним из первых в селе стал жертвой Голодомора 1946—1947 годов. Похоронен в Гирявке.

## Научное наследие
Осадчий — автор около 120 научных трудов, посвящённых вопросам землевладения и землепользования, расслоение крестьянских хозяйств.
Печатал статьи в газете «Рада», журналах «Кооперативная жизнь», Вестник мелкого кредита. Автор ряда художественных произведений о деятельности народнической интеллигенции в Российской империи.

### Экономические взгляды Осадчего
В решении основного вопроса — о направлении развития хозяйства страны — Осадчий занимал своеобразную позицию. Развитию капитализма противопоставлял идею эффективного мелкого производства крестьян и ремесленников. Для этого предлагал систему государственной поддержки мелкого хозяйства, которые впоследствии были адаптированы в странах ЕС только в XXI веке. Чтобы улучшить положение крестьянства, пропагандировал «малые дела», «культурный труд». Надеялся сделать украинского крестьянина конкурентоспособным путём повышения культуры земледелия, предоставления дешёвых кредитов, долгосрочной арендой.
Требовал укрепления среднего хозяйства — самодостаточного, натурального. Лично осуществил несколько попыток организации такого хозяйства, но большевики отрицали такие формы хозяйствования, а сами попытки новой организации сельского хозяйства объявили утопическими.

## Труды
- Осадчий Т. И. Козацкий батько Палий: Очерк из истории старой козацкой Украины / [Соч.] Т. И. Осадчего. — 2-е изд., печ. без перемен с 1-го… — Киев: тип. П. Барского, 1900. — 48 с.
- Осадчий Т. И. Земля и земледельцы в Югозападном крае (на Украине, Подолии и Волыни): Опыт стат.-экон. исслед.: С прил. моногр. очерка А. А. Савостьянова по двум поселениям Подол. губ. / [Соч.] Т. И. Осадчего, секр. Киев. о-ва сел. хоз-ва. — Киев: тип. П. Барского, 1899.
- Осадчий Т. И. Травосеяние в Юго-западном крае в зависимости от естественных и экономических условий / Т. Осадчий. — Киев: Киев. о-во сел. хоз-ва, 1898. — 57 с.
- Осадчий Т. И. Крестьянское землепользование в Херсонской губернии / [Соч.] Т. И. Осадчего. — Одесса: «Слав.» тип. Е. Хрисогелос, 1898.
- Осадчий Т. И. Крестьянское надельное землевладение в Херсонской губернии в связи с платежами крестьян / Т. И. Осадчий. — Херсон: тип. О. Д. Ходушиной, 1894. — 198 с.
- Осадчий Т. И. Борцы за землю и правду: Роман-былое из социал. жизни на Украине: Эпоха 1881—1905 гг. / Т. Осадчий. — Киев: кн. маг. С. И. Иванова и К°, 1908. — 236 с.
- Осадчий Т. И. На службе обществу: Повесть: (1882—1902 гг.) / Т. Осадчий. — 2-е перераб. изд. «Силы деревни», доп. третьею ч. — Москва: типо-лит. А. В. Васильева и К°, 1902. — 302 с.
- Осадчий Т. И. Силы деревни: Хроника (1870—1900 г.г.). — Москва: типо-лит. т-ва И. Н. Кушнерев и К°, 1900. — 217 с.
- Осадчий Т. И. Съезды сельских хозяев во время Киевской сельскохозяйственной и промышленной выставки. — Киев: тип. П. Барского, 1897. — 19 с.
- Осадчий Т. И. Советы к улучшению крестьянского хозяйства / [Соч.] Т. Осадчего; Киев. о-во грамотности. — 2-е изд., печ. без перемен с первого. — Киев: тип. «Киев. слова», 1900. — 48 с.
- Осадчий Т. И. Виноградники Херсонской губернии: (Стат.-экон. описание) / [Соч.] Т. И. Осадчего. — Херсон: Херсон. губ. зем. управа, 1892. — 97 с.
- Осадчий Т. И. Щербановская волость Елисаветградского уезда Херсонской губернии : Ист.-этногр. и хоз.-стат. описание / [Соч.] Т. И. Осадчего. — Херсон: Херсон. губ. зем. управа, 1891. — 112 с.
- Осадчий Т. И. Общественный быт и проекты его улучшения в XIX столетии: (Очерки по обществоведению) / Т. И. Осадчий. — Москва: типо-лит. А. В. Васильева и К°, 1901. — 171 с.
- Осадчий Т. И. Киевское общество сельского хозяйства и сельскохозяйственной промышленности за двадцатипятилетие с 1876 по 1901 год : (Крат. очерк) / Сост. секр. О-ва Т. Осадчий. — Киев: тип. П. Барского, 1901. — 63 с.